# Patate (film, 1964)
Pour les articles homonymes, voir Patate.
Pour plus de détails, voir Fiche technique et Distribution.
Patate est un film franco-italien de Robert Thomas, sorti en 1964, inspiré de la pièce éponyme de Marcel Achard
Le film suit Léon Rollo, dit « Patate », accompagné de sa femme Édith et de sa fille Alexa qu'il adore, qui est un inventeur malchanceux . Son meilleur ami, qui se prénomme  Noël, réussit tout ce qu'il entreprend et Patate est jaloux de sa chance exceptionnelle.

## Synopsis
Paris 1964 - Alexa Rollo est une jeune lycéenne, insupportable péronnelle, la dévergondée de la classe qui repousse la bouche en cœur toutes les avances de la bande de garçons qui lui font la cour. Elle éconduit gentiment Jean-François de Beylac, ce garçon amoureux d’elle, car le bonheur qu’il lui promet ne l’intéresse pas. Cette effrontée entraîne souvent ses camarades de classe dans un café, à l’heure du déjeuner, où elle reçoit, par l’intermédiaire de Michel le barman, une régulière et mystérieuse correspondance d’un dénommé Maxime, sur lequel elle reste très discrète.
Son père, Léon Rollo, ne réussit rien dans sa vie, passant son temps à inventer des jouets mécaniques et des jeux de société qu’il a bien du mal à faire breveter. Seules consolations : l’affection de sa fille, Alexa et l'amour indéfectible et dévoué de sa femme, la jolie et compréhensive Édith, qui tient un commerce. Leur situation bourgeoise est convenable au 5e étage de leur appartement en haut de Montmartre, mais Léon est envieux de son ami d’enfance, Noël Carradine qui, lui, réussit tout ce qu’il entreprend : fortune, succès féminins, tout est à lui. Et il ne manque pas une occasion de se moquer du pauvre « Patate », sobriquet qu’il affubla jadis à Léon à cause de son nez en forme de pomme de terre. Les disputes entre les deux amis durent depuis des années.
Si le jour, Alexa fait la folâtre avec ses copains en séchant les cours, le soir elle leur fait croire qu’elle ne peut pas sortir à cause de l’interdiction de ses parents mais, en profite pour aller retrouver la nuit son mystérieux Maxime, pas si mystérieux puisqu’il s’agit de Noël qui, lui aussi, trouve toujours des alibis pour ne pas éveiller les soupçons de son épouse.
Léon est décidé à aller proposer ses dernières inventions au redoutable industriel Michalon (Roquevert). Celui-ci ne s’intéresse qu’à un petit canard, qui lui explose au nez, dans un grand nuage de fumée. Après cet échec, Édith conseille à son mari de s’adresser à son ami Noël Carradine qui, très riche par sa charmante femme Véronique, pourrait lui rendre service. Léon hésite car Noël (anagramme du précédent) l’a trop souvent humilié mais enfin il se résigne à se rendre, avec son épouse, dans le luxueux hôtel particulier du 8e arrondissement de son ami-ennemi pour lui demander une avance de fonds afin d’industrialiser ses inventions. Sollicité par sa femme Véronique, Carradine, malgré lui, accepte de financer une opération dans laquelle il se rend compte qu'il gagnera gros. Rollo, de son côté, profite sans vergogne de sa générosité.
Les secrètes rencontres nocturnes d’Alexa se suivent jusqu’au jour où sa mère découvre, dans sa chambre, la cachette de ses lettres d’amour. Édith interroge sa fille qui ne nie pas avoir un amant, un homme marié. Léon découvre à son tour la vérité. Qui est Maxime ? Les soupçons commencent. Léon croit reconnaître l’écriture et après divers malentendus cocasses et confusion de personnes, il finit par découvrir l’identité : Maxime c’est Noël ! Cette fois, Léon dit « Patate » le brave type éternellement chahuté, tient sa revanche après vingt ans de rancœurs accumulées, de mépris et de vexations ; il va pouvoir se venger de Noël « l’homme d’affaires ». La crise éclate entre eux. L'affrontement sera terrible ...
Léon le traque, menace de le dénoncer pour détournement de mineur, de dire la vérité à son épouse qui le chassera. Il le poursuit jusque dans sa résidence où les Carradine organise une grande réception mondaine qui réunit le Tout-Paris. Léon y pénètre par l’entrée de service des cuisines se faisant passer pour un extra en restauration afin d’assouvir sa vengeance. Le face à face a enfin lieu. Noël, en aparté, lui joue la comédie du suicide pour éviter le scandale. Léon découvre la supercherie et veut qu’il s’agenouille pour l’humilier devant les invités mais, brave homme velléitaire, il ne va pas au bout de ses intentions et au dernier moment lui fait grâce. La revanche du médiocre n’aura pas lieu ! Pris de pitié et par peur de déshonorer son vieil ami, Léon renonce à ouvrir la porte du grand salon et brûle les lettres compromettantes. Édith, inquiète de l’attitude belliqueuse de son mari, se rend accompagnée de sa fille chez les Carradine, pour prévenir Véronique afin de parer au pire. Touché, Noël bat sa coulpe devant les deux épouses. Édith est satisfaite de l’attitude de son mari. Alexa, ayant compris la lâcheté de Noël, vient prendre congé des Carradine en leur révélant, à demi-mot, toute son amertume pour avoir été bien imprudente de s’être fiée à la parole d’un homme marié qui pour rien au monde ne quitterait sa femme car trop dépendant d’elle. Adieu monsieur Carradine ! Véronique, ayant compris l’allusion d’Alexa, est prête à pardonner son mari et lui dit : « Les invités nous attendent, tu viens Maxime … Oh pardon … tu viens Noël ! »
Dehors, les Rollo sont heureux de fuir ce monde qui ne les concerne plus. Les invités retardataires arrivent dont le grand banquier Beylac, son épouse et leur fils Jean-François. Ce dernier, croisant Alexa, renonce au bal préférant la raccompagner, ignorant que le cœur de la jeune fille est enfin libre pour être cueilli.

## Fiche technique
- Titre  : Patate
- Titre anglais : Friend of the family
- Réalisation  : Robert Thomas
- Conseiller artistique  : Robert Mazoyer
- Assistant-réalisateur  : Robert Bodegas / stagiaire  : Bernard Stora
- Scénario, adaptation et dialogues  : Robert Thomas d'après la pièce Patate de Marcel Achard
- Producteurs  : André Hakim , Jacques Dorfmann , Robert Haggiag
- Société de production  : Belstar Productions, Les Films du Siècle, Ultra Film
- Distribution  : 20th Century Fox
- Musique  : Raymond Le Sénéchal, dirigée par Jacques Météhen
- Arrangements  : Hubert Rostaing
- Photographie  : Robert Lefebvre
- Décorateur  : Max Douy
- Montage  : Henri Taverna
- Son  : Jean Rieul
- Maquillage  : Alexandre Marcus , Lina Ballet
- Pays d'origine  :  France
 Italie
- Format  : Noir et blanc - 35 mm - 2,35:1 - Son  : mono Franscope
- Genre  : Comédie
- Durée  : 95 minutes
- Dates de sortie  :  France : 21 octobre 1964 ;  États-Unis : 17 novembre 1965 (New York)
- Affiches : Raymond Elseviers (Belgique), Vanni Tealdi, Jacques Vaissier (France), Enzo Nistri (Italie)

## Distribution
- Pierre Dux : Léon Rollo dit « Patate »
- Danielle Darrieux : Édith Rollo, sa fidèle épouse
- Sylvie Vartan : Alexa Rollo, la fille de Léon et d’Édith
- Jean Marais : Noël Carradine dit "Maxime", l'ami moqueur de Patate
- Anne Vernon : Véronique Carradine, sa riche épouse
- Jane Marken : Berthe, la gouvernante
- Hubert Deschamps : Adrien, le majordome
- Noël Roquevert : Michalon, l'industriel
- Jacques Jouanneau : Marcel, le garagiste
- Henri Virlojeux : le professeur Bichard
- Mike Marshall : Jean-François de Baylac
- Laurence Badie : Jeannette, la femme de chambre
- Daniel Ceccaldi : Michel, le barman
- Robert Thomas : Eugène, employé de restaurant (non crédité)
- Julie Dassin : collégienne.
- Antoine Marin : le concierge M. Turgot
- Suzanne Grey : la concierge Mme Turgot
- Florence Blot : Adèle Postic
- Paul Mercey : le chauffeur de taxi
- Carlos : un collégien copain d'Alexa
- Gilbert Servien : le cuisinier
- Laure Paillette : la cuisinière
- Michel Thomass : le maître d'hôtel
- Marcel Charvey : M. de Baylac, le banquier
- Gisèle Grandpré : Mme de Baylac
- Jean-Claude Mathieu : un collégien
- Lionel Vitrant : le séminariste
- Philippe Castelli :le  facteur
- Gloria France : la voisine
- Gaston Meunier : l'huissier
- François Charet : Bernard
- Arnaud Hamelin
- Jacques Buron

## Lieux de tournage
À Paris uniquement :
- Place des Victoires 1er et 2ème arrondissement
- Hôtel Salomon de Rothschild 11, rue Berryer 8ème arrondissement
- Place de Rio de Janeiro et 4, Avenue Ruysdaël (donnant sur le Parc Monceau) 8ème arrondissement
- Rue Balzac 8ème arrondissement
- Le Chalet des îles au Bois de Boulogne 16ème arrondissement
- 18, rue de l’Abreuvoir (donnant sur la Place Dalida) 18ème arrondissement

## Autour du film
Robert Thomas est moins un cinéaste qu’un auteur de pièces de théâtre à succès dont la fameuse Huit Femmes créée en 1958, qui devint le plus gros succès de François Ozon en 2002 au cinéma.
Le film de Thomas est inspiré de la pièce éponyme de Marcel Achard - Patate écrite en 1956 et crée à Paris en 1957 au Théâtre Saint-Georges. Elle a été jouée 2775 fois durant sept ans.
De l’énorme succès théâtral de la pièce de Marcel Achard, qui devait tenter les producteurs de cinéma dont les américains de la 20th Century Fox, il ne reste qu’une adaptation cinématographique laborieuse qui n’est pas à la hauteur de la pièce. La mise en scène de Robert Thomas ne brille ni par l’élégance ni par l’invention. Du pire théâtre filmé. Ce n'est pas nul pour autant (la rythme tient le coup) mais clairement sans panache.
Dans une interview, Marcel Achard parlant du film de Thomas, déclare : « La seule chose que je puisse dire, c’est que le film n’a que peu de rapport avec la pièce. » Achard n’a participé ni à l’adaptation ni à la réalisation, et pour toute appellation d’origine, le générique porte la seule mention : d’après Marcel Achard. Il poursuit : « s’il était intitulé « L’envieux », par exemple, ou « Deux faux amis, au lieu de « Patate », il me laisserait complètement indifférent. »
La distribution du film est pourtant de qualité mais cela ne suffit pas pour sauver le film du naufrage écrit Carole Weisweiller. Ce film vaut surtout pour la composition de Pierre Dux, qui a créé le rôle au théâtre, magistral dans son rôle de « Patate », un créateur de jouets raté. C'est clairement le film de Dux du début à la fin. Il est à la fois amusant et tragique, reléguant au rôle d'artistes de soutien, les deux icônes cinématographiques : Jean Marais qui fait bien son numéro dans le rôle du vieux beau et Danièle Darrieux éclatante de beauté ayant au moins l'occasion d’interpréter la chanson « Le diable au cœur » d’elle-même sur une musique de Jacques Météhen. Il y a aussi tous les grands seconds rôles du cinéma : Anne Vernon, Noël Roquevert, Jane Marken, Hubert Deschamps, Henri Virlojeux et Jacques Jouanneau,
La découverte du film c’est Sylvie Vartan. C’est son 1er grand rôle au cinéma, après quelques figurations, et avant quelques autres de sa trop courte carrière cinématographique. Elle est en pleine gloire adolescente, le temps des copains : 1963 c’est En écoutant la pluie, 1964 c’est l’année de La plus belle pour aller danser ; l’intérêt du film c’est elle, elle a vingt ans, elle a son légendaire côté mutin, c’est la jeunesse baby-boom personnifiée. Elle est pleinement Sylvie Vartan dans une pièce de boulevard, qui promène sa grâce nonchalante au milieu des copains.
Box-office France 1964 : 39ème rang avec 1 392 078 entrées